# Wetzenow
Wetzenow ist ein Ortsteil der Gemeinde Rossow des Amtes Löcknitz-Penkun im Landkreis Vorpommern-Greifswald in Mecklenburg-Vorpommern.

## Geographische Lage
Der kleine Ort Wetzenow liegt 2,5 Kilometer westlich von Rossow und etwa 3 Kilometer südlich von Zerrenthin.

## Geschichte
Das Landbuch der Mark Brandenburg gibt die Erwähnung von Wetzenow mit dem Jahr 1375 an. Von vor 1375 bis 1408 gehörte der Ort zu den Besitzungen des pommerschen Adelsgeschlechts derer von Lindstedt, ehe Wetzenow vom Magistrat der Stadt Pasewalk und dem dortigen St. Georgs Hospital gekauft wurde und bis 1713 in deren Besitz blieb. Von 1713 bis 1872 gehörte es zu den Güter derer von Wedell zu Malchow.
Anfang Oktober 1760 fand in Wetzenow im Zuge des Siebenjährigen Krieges ein Gefecht zwischen preußischen und schwedischen Truppen statt. Die durch das Gefecht und den ganzen Krieg angerichteten Schäden waren auch 1764 sowohl in Wetzenow als auch in Rossow noch deutlich sichtbar. Wetzenow gehörte bis 1849 zudem zum Patrimonialgericht Trampe und von 1879 bis 1952 zum Amtsgerichtsbezirk Brüssow.
1948 wurde durch die Sowjetische Militäradministration in Deutschland (SMAD) mit einer Bodenreform in der Sowjetischen Besatzungszone (SBZ) Land von Großgrundbesitzern enteignet, aufgeteilt und an Bauern oder Vertriebene neu verteilt. In Wetzenow wurden so 252 ha Land enteignet und neu verteilt. 1955 wurde die erste LPG Typ I mit 127 ha in Wetzenow gegründet, die bis 1957 in eine LPG Typ III mit 32 Mitgliedern umgewandelt wurde und 268 ha Land umfasste und sich bis 1960 auf 54 Mitglieder mit 381 ha vergrößerte. Noch vor 1975 schloss sich die LPG Wetzenow mit der LPG Zerrenthin zusammen während die LPG Rossow 1978 eine Milchviehanlage in Wetzenow unterhielt. Wetzenow wurde 1965 als Ortsteil nach Rossow eingemeindet.

### Einwohnerentwicklung
| Jahr | Wetzenow | Quelle |
| ---- | -------- | ------ |
| 1735 | 90       | [ 3 ]  |
| 1774 | 102      | [ 3 ]  |
| 1801 | 109      | [ 3 ]  |
| 1817 | 116      | [ 3 ]  |
| 1840 | 137      | [ 3 ]  |
| 1858 | 184      | [ 3 ]  |
| 1895 | 133      | [ 3 ]  |
| 1900 | 130      | [ 5 ]  |
| 1933 | 113      | [ 6 ]  |
| 1939 | 112      | [ 6 ]  |
| 1946 | 164      | [ 3 ]  |
| 1964 | 146      | [ 3 ]  |

## Sehenswürdigkeiten
Sehenswert ist die aus dem 16. Jahrhundert stammende Dorfkirche Wetzenow.